# Скальский, Ежи
Ежи Скальский (пол. Jerzy Skalski; 7 апреля 1925, Гродно — 18 февраля 2010, Варшава) — польский военный деятель, генерал брони Народного Войска Польского, секретарь Комитета обороны края в 1987–1990 годах, вице-министр национальной обороны (1989–1990), депутат Сейма ПНР Список депутатов Сейма Польской Народной Республики IX созыва.

## Биография
С апреля 1942 года служил в Армии Крайовой (псевдоним — «Волк»). С июля 1944 года в рядах Войска польского, окончил офицерскую школу в 1945 году. Командир взвода противотанковых орудий 28-го пехотного полка 9-й Дрезденской пехотной дивизии, участник Берлинской наступательной операции.
После войны занимал разные руководящие должность. В 1956 году — заместитель начальника штаба артиллерии 3-й Померанской пехотной дивизии имени Ромуальда Траугутта в Люблине. Продолжал службу в гаубичном артиллерийском полку, в 1960—1962 годах слушатель курсов Военной академии Генерального штаба ВС СССР имени К. Е. Ворошилова в Москве, позже заместитель штаба командования артиллерии Варшавского военного округа. В 1970 году назначен заместителем начальника Генерального штаба Войска польского по оперативным вопросам, в 1983—1987 годах — командир Варшавского военного округа.
В 1985 году Скальский избран депутатом Сейма ПНР IX созыва от округа Прага-Север (Варшава) и Польской объединённой рабочей партии. Член Комиссии по транспорту, навигации и связи, член Учредительного совета Союза борцов за свободу и демократию в 1985–1990 годах. В 1987—1990 годах — Главный инспектор Территориальной обороны, начальник Гражданской обороны края и секретарь Комитета обороны края. В 1989—1990 годах — вице-министр национальной обороны, уволен с поста в сентябре 1990 года, на пенсии с 1991 года.

## Награды
Польша
- Серебряный крест ордена Virtuti Militari
- Командорский крест со звездой ордена Возрождения Польши
- Кавалерский крест ордена Возрождения Польши
- Орден «Знамя Труда» I степени
- Орден «Знамя Труда» II степени (1973)[2]
- Партизанский крест
- Серебряный крест Заслуги
- Медаль «Защитнику народной власти»[пол.]
- Медаль 10-летия Народной Польши
- Медаль 30-летия Народной Польши
- Медаль 40-летия Народной Польши
- Золотая медаль «Вооружённые силы на службе Родине»
- Серебряная медаль «Вооружённые силы на службе Родине»
- Бронзовая медаль «Вооружённые силы на службе Родине»
- Медаль «За участие в боях за Берлин»
- Золотая медаль «За заслуги при защите страны»
- Серебряная медаль «За заслуги при защите страны»
- Бронзовая медаль «За заслуги при защите страны»
- Золотая Медаль «За заслуги в гражданской обороне ПНР»[пол.]
- Золотая Медаль Лиги защиты страны[пол.]

 СССР
- Орден Отечественной войны II степени
- Орден Красной Звезды
- Медаль «За укрепление боевого содружества»
- Юбилейная медаль «Двадцать лет Победы в Великой Отечественной войне 1941—1945 гг.»
- Юбилейная медаль «Тридцать лет Победы в Великой Отечественной войне 1941—1945 гг.»
- Юбилейная медаль «Сорок лет Победы в Великой Отечественной войне 1941—1945 гг.»
- Юбилейная медаль «60 лет Вооружённых Сил СССР»
- Юбилейная медаль «70 лет Вооружённых Сил СССР»

 Куба
- Медаль «30-летие Революционных Вооружённых сил Кубы»

 Чехословакия
- Орден Красной Звезды
- Медаль «40-летие освобождения ЧССР»